# Zalaegerszeg (stacja kolejowa)
Zalaegerszeg – stacja kolejowa w Zalaegerszeg, w komitacie Zala, na Węgrzech. Znajdują się tu 3 perony.